# 마쓰모토 야스시
마쓰모토 야스시(일본어: 松本 安司, 1969년 6월 17일 ~ )는 일본의 전 축구 선수이다.

## 구단 경력
1988년 일본 사커 리그의 미쓰비시 중공(우라와 레즈)에 입단하였다. 1993년후 현역 은퇴.